# ペシャワール会
ペシャワール会（ペシャワールかい、Peshawar-kai）は、パキスタンでの医療活動に取り組む医師の中村哲を支援するため、1983年に結成された非政府組織。パキスタン北西辺境州（カイバル・パクトゥンクワ州）、および国境を接するアフガニスタン北東部で活動している。

## 概要
中村は当初、主にハンセン病の治療に取り組んでいたが、2000年の大旱魃時の赤痢患者急増をきっかけに、清潔な飲料水の確保にも取り組むようになった。また、自給自足が可能な農村の回復を目指し、農業事業にも取り組むようになった。
2001年の米軍によるアフガニスタン空爆の際には「アフガンいのちの基金」を設立、アフガニスタン国内避難民への緊急食糧配給を実施した。日本からも募金が寄せられ、2002年2月までに15万人の難民に配給を行った。後にこの基金をもとにした総合的農村復興事業「緑の大地計画」が実施されることとなった。

## 活動
アフガニスタン東部のクナール川の運河計画に携わり、ナンガルハール州ジャラーラーバードの北部35kmにあるダラエヌール渓谷ガンベリ砂漠を緑豊かな森林と生産性の高い小麦畑に変えた。
2021年のターリバーンによる政権奪取の影響により、アフガニスタンの現地組織である平和医療団（Peace Japan Medical Services; PMS）の活動は一時中断していたが、同年8月21日にナンガルハール州の診療所が、9月2日には灌漑事業が再開された。

### 医療事業
1991年、アフガニスタンのナンガルハール州で医療サービスを提供する3つの診療所を開設し、そこで栄養失調がこの地域の健康問題の根本原因であることを特定した。これ以降、活動の範囲を農業と灌漑に広げ、アフガニスタン東部の運河プロジェクトの建設に焦点を当てるようになった。

### 水源確保事業

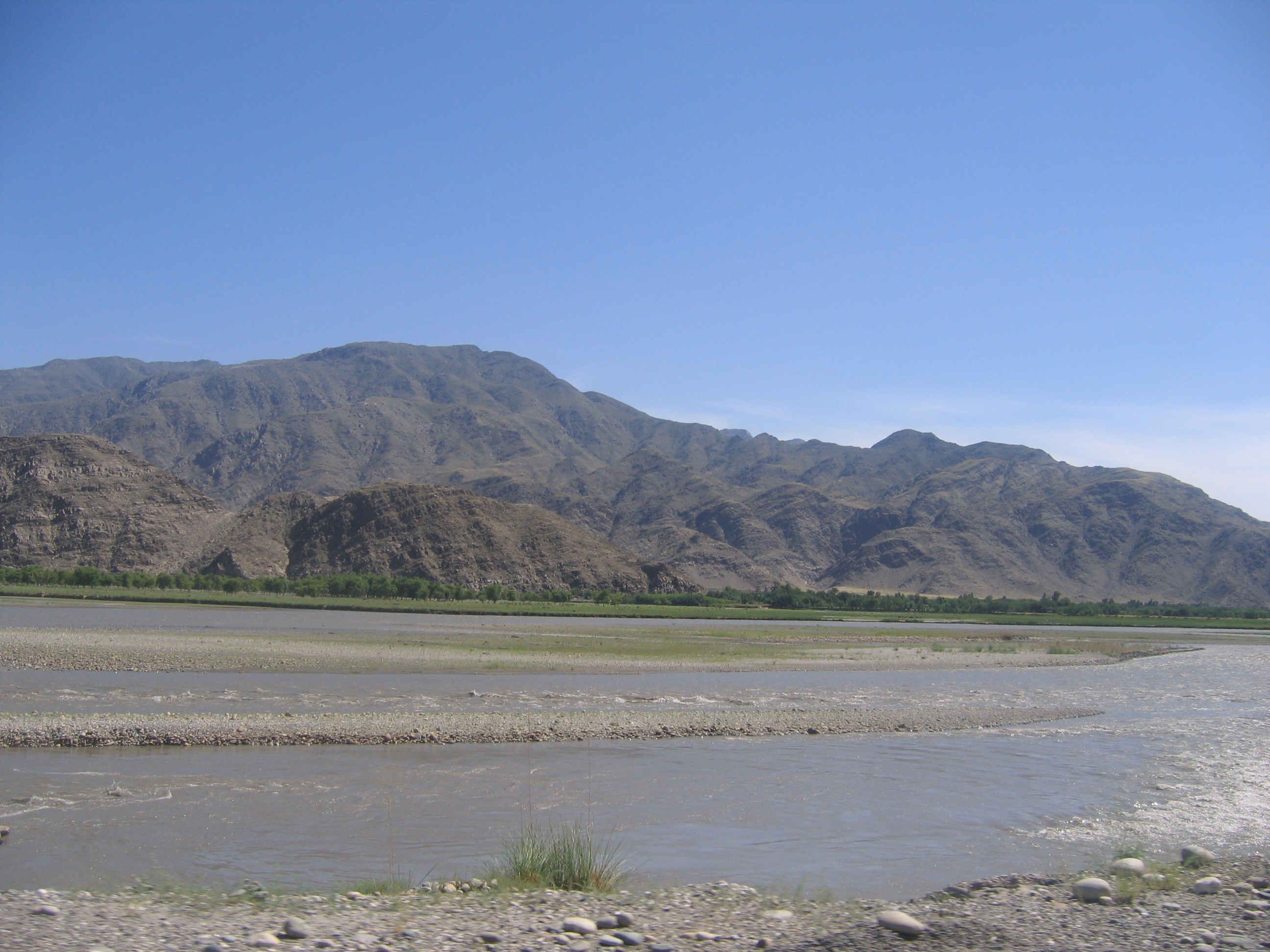
クズ・クナール地区のクナール川

パキスタン北西辺境州の飲料水および農業用水の問題を改善するため、地元に伝わる昔ながらの工法を用いた井戸の設置やカナート（カレーズ）の復旧工事を進めている。アフガニスタンからの大量の難民の発生の大きな原因は旱魃でもあり、ユニセフによると、アフガニスタンの子どもの6人に1人の幼児が5歳以下で死亡し、その多くが慢性的な下痢が原因で命を落としている。これは、水源が確保できないため、上下水共用の不衛生な水を飲料利用していることにある（2004年10月）。
2003年からはナンガルハール州クズ・クナール地区において、マルワリード運河の建設を開始した。この用水路はクナール川から水を引いており、灌漑用水確保15ヵ年計画として、アフガニスタンで山田堰および堀川用水の利水構造をモデルとする大規模な用水路の建設を開始した。
2007年3月15日に第一期の13kmが完成し、2010年には全長25.5 kmがすべて完成。この用水路の稼働により、約3,000 haの荒廃地が農地に変貌した。
さらにジャラーラーバード郊外のガンベリ砂漠周辺において、8本の運河を建設・修復、1万6,000 haを灌漑し、60万人の生活を支えたほか、クナール川に11個のダムを建設した。

### 農業支援
アフガニスタンにおける安定した生活基盤の回復を実現するため活動を行っている。また、紛争地帯の人々を井戸掘りなどのインフラ整備で雇用することによって、彼らが軍閥に職を求めることを予防している。

## 評価
- 1993年 - 第1回福岡県文化賞（福岡県主催）の交流部門受賞。
- 2002年 - 第1回沖縄平和賞（沖縄県主催）受賞[11]。
- 2003年 - マグサイサイ賞・平和国際理解部門受賞。
- 2004年 - イーハトーブ賞（宮沢賢治学会主催）受賞。
- 2009年 - 福岡市市民国際貢献賞（福岡市主催）受賞[12]。
- 2020年 - 第6回食の新潟国際賞大賞（公益財団法人食の新潟国際賞財団主催）受賞[13][14]。

マグサイサイ賞及びイーハトーブ賞は中村の個人的な業績に対する受賞である。2003年時点で、ペシャワールの病院と4カ所にある診療所を合わせての年間の総診療数は15万人超である。

## 日本人スタッフ拉致殺害事件
2008年8月26日、ジャラーラーバード近郊を自動車で移動していた日本人男性スタッフの伊藤和也（当時31歳）が武装集団に拉致され、後に遺体となって発見された。翌27日にはターリバーンのムジャヒド広報官が、ターリバーンによる伊藤の拉致と殺害を認め「このNGOが住民の役に立っていたことは知っている。だが、住民に西洋文化を植え付けようとするスパイだ」「すべての外国人がアフガンを出るまで殺し続ける」「日本のように部隊を駐留していない国の援助団体でも、われわれは殺害する」との声明を発表した。

## 中村哲現地代表の殺害
2019年12月4日、現地代表の中村哲がジャラーラーバードで武装勢力に銃撃され、死亡した。ターリバーンは当初、事件への関与を否定する声明を出したが、その後の捜査の結果、捜査当局はパキスタン・ターリバーン運動の地方幹部の男を主犯格と特定した。しかし、男は後に襲撃事件で死亡した。